# Jake T. Austin
Jake T. Austin (* 3. prosince 1994, New York, New York, Spojené státy americké) je americký herec. S hereckou kariérou začal v 5 letech. Proslavil se díky rolím v seriálech Kouzelníci z Waverly a The Fosters. Zahrál si také ve filmech Hotel pro psy nebo Štastný Nový rok.

## Životopis
Jake Austin Szymanski se narodil 3. prosince 1994 v New Yorku, je synem Giny Rodriquez Toranzo a Joeho Szymanskiho. Prostřední iniciálu „T“ dostal z dívčího jména své matky Toranzo. Jeho matka má portorikánské, argentinské a španělské kořeny a jeho otec má polské, irské a anglické kořeny. Má jednoho mladšího sourozence, sestru Avu.

## Kariéra
Jake začal svojí kariéru v roce 2002, když se objevil v několika reklamních spotech. V roce 2003 se poprvé objevil v závěrečných titulcích jako „Dítě 1696“ v komediální skeči v show Davida Lettermana. V roce 2004 propůjčil svůj hlas animované postavičce Diega do seriálu stanice Nickelodeon Dora průzkumnice. Diegovi propůjčil svůj hlas i ve spin-offu seriálu Jdi Diego Jdi! v roce 2005. Jeho hlas můžeme slyšet v několika dalších filmech: Mravenční polepšovna, Malý zázrak a Happy Monster Band.
V roce 2006 získal hlavní roli Angela Meaciase v akčním filmu The Perfect Game, založeného na pravdivém příběhu. V roce 2007 získal roli v originálním Disney filmu Johnny Kapahala: Zpátky na prkně. Později ten samý rok získal roli nejmladšího člena rodiny Russo v seriálu Disney kanálu Kouzelníci z Waverly. Seriál měl premiéru v říjnu 2007 a rychle se stal oblíbeným. V roce 2009 získalo obsazení cenu ALMA, Emmy a NAACP. 
V roce 2009 získal roli ve filmu po boku Emmy Roberts Hotel pro psy, v ten samý rok se objevil v epizodě seriálu Sladký život na moři a ve filmu Kouzelníci z Waverly - Film. V roce 2011 propůjčil svůj hlas Fernandovi ve filmu Rio. V březnu 2011 bylo oznámeno, že Austin získal roli v romantické-komedii Štastný Nový rok.
Od roku 2013 vystupuje v seriálu stanice Freeform The Fosters jako Jesus Foster. Po dvou letech se rozhodl show opustit. Jeho role byla přeobsazena. 30. srpna 2016 bylo oznámeno, že se stal jedním ze soutěžících 23. řady soutěže Dancing with the Stars. Stal se prvním vyřazeným.

## Filmografie

### Film
| Rok  | Název                              | Role                 | Poznámky |
| ---- | ---------------------------------- | -------------------- | -------- |
| 2006 | Mravenčí polepšovna                | Nicky (hlas)         |          |
| 2006 | Malý zázrak                        | Yankee Irving (hlas) |          |
| 2007 | Johnny Kapahala: Zpátky na prkně   | Chris                |          |
| 2009 | Kouzelní z Waverly - Film          | Max Russo            |          |
| 2010 | Hotel pro psy                      | Bruce                |          |
| 2010 | The Perfect Game                   | Angel Macias         |          |
| 2011 | Rio                                | Fernando (hlas)      |          |
| 2011 | Šťastný Nový rok                   | Seth                 |          |
| 2013 | Khumba                             | Khumba (hlas)        |          |
| 2014 | Rio 2                              | Fernando (hlas)      |          |
| 2014 | Tom Sawyer & Huckleberry Finn      | Huckleberry Finn     |          |
| 2014 | Grantham & Rose                    | Grantham Portnoy     |          |
| 2016 | Liga spravedlivých vs Mladí Titáni | Jaime Reyes (hlas)   |          |
| 2017 | The Valley                         | Chris                |          |
| 2017 | Emoji ve filmu                     | Alex (hlas)          |          |
| 2017 | Mladí Titáni: Jidášova smlouva     | Jaime Reyes (hlas)   |          |

### Televize
| Rok       | Název                                     | Role               | Poznámka                          |
| --------- | ----------------------------------------- | ------------------ | --------------------------------- |
| 2003      | Noční show Davida Lettermana              | Dítě 1698          | díl: „December 23,2003“           |
| 2004      | Dora Průzkumnice                          | Diego (hlas)       | 3 díly                            |
| 2005–2008 | Jdi Diego Jdi!                            | Diego (hlas)       | 56 dílů                           |
| 2005      | Merry F#%$in' Christmas                   | hlas               | Televizní speciál                 |
| 2007-12   | Kouzelníci z Waverly                      | Max Russo          | Hlavní role, 106 dílů             |
| 2008      | Happy Monster Band                        | Bluz (hlas)        | 20 dílů                           |
| 2009      | Sladký život na moři                      | Max Russo          | díl: „Dvojí návštěva“             |
| 2012      | V těle boubelky                           | Sam                | díl: „Home“                       |
| 2012      | Zákon a pořádek: Útvar pro zvláštní oběti | Rob Fisher         | díl: „Postřílená rodina“          |
| 2013      | Návrat kouzelníků: Alex versus Alex       | Max Rusoo          | Televizní speciál                 |
| 2013–2015 | The Fosters                               | Jesus Foster       | Hlavní role, 41 dílů              |
| 2016      | Dancing with the Stars                    | Sám sebe           | Soutěžící 23. řady                |
| 2017      | Justice League Action                     | Blue Beetle (hlas) | díly: „Time Share“ a „Field Trip“ |

## Ocenění a nominace
| Rok  | Ocenění                                        | Kategorie                                                                                          | Práce                | Výsledek  |
| ---- | ---------------------------------------------- | -------------------------------------------------------------------------------------------------- | -------------------- | --------- |
| 2006 | Young Artist Awards                            | nejlepší dabing: herec                                                                             | Jdi Diego Jdi!       | nominace  |
| 2007 | Imagen Awards                                  | nejlepší televizní herec                                                                           | Jdi Diego Jdi!       | nominace  |
| 2007 | Young Artist Awards                            | nejlepší dabing: herec                                                                             | Malý zázrak          | nominace  |
| 2008 | ALMA Awards                                    | nejlepší televizní herec: komedie                                                                  | Kouzelníci z Waverly | nominace  |
| 2008 | Young Artist Awards                            | nejlepší obsazení televizního seriálu (sdíleno se Selenou Gomez, Davidem Henriem a Jennifer Stone) | Kouzelníci z Waverly | nominace  |
| 2009 | ALMA Award                                     | nejlepší televizní herec: komedie                                                                  | Kouzelníci z Waverly | nominace  |
| 2009 | Imagen Awards                                  | nejlepší televizní herec                                                                           | Kouzelníci z Waverly | nominace  |
| 2009 | Mezinárodní dětský filmový festival v Burbanku | nejlepší dětský herec                                                                              | Kouzelníci z Waverly | vítězství |
| 2009 | Teen Choice Awards                             | nejlepší parťák: televize                                                                          | Kouzelníci z Waverly | nominace  |
| 2009 | Young Artist Awards                            | nejlepší herec v hlavní roli: televize                                                             | Kouzelníci z Waverly | nominace  |
| 2010 | Young Artist Awards                            | nejlepší herec v hlavní roli: film                                                                 | Hotel pro psy        | nominace  |
| 2010 | Young Artist Awards                            | nejlepší herec v hlavní roli: televize                                                             | Kouzelníci z Waverly | nominace  |
| 2012 | Hollywood Teen TV Awards                       | nejoblíbenější televizní herec                                                                     | Kouzelníci z Waverly | vítězství |
| 2013 | Nickelodeon Kids' Choice Awards                | nejoblíbenější televizní herec                                                                     | Kouzelníci z Waverly | nominace  |
| 2013 | Teen Choice Awards                             | letní televizní hvězda: muž                                                                        | The Fosters          | nominace  |
| 2014 | Teen Choice Awards                             | nejlepší televizní herec: drama                                                                    | The Fosters          | nominace  |
| 2015 | Teen Choice Awards                             | nejlepší televizní herec: drama                                                                    | The Fosters          | nominace  |
| 2016 | Young Artist Awards                            | nejlepší televizní obsazení (sdíleno s Haydenem Byerlym a Gavinem MacIntoshem)                     | The Fosters          | nominace  |